# Battaglia di Peleliu
La  battaglia di Peleliu (in giapponese: ペリリューの戦い, in inglese: Battle of Peleliu), denominata in codice operazione Stalemate II (italiano: "stallo"), fu combattuta tra il 15 settembre e il 27 novembre 1944 tra le forze statunitensi e quelle imperiali giapponesi.
Questa battaglia fu uno scontro per la cattura di un aeroporto situato sull'isola corallina di Peleliu nel Pacifico occidentale e si inquadra nella campagna di riconquista, da parte degli USA, delle isole Marianne. Come in analoghe precedenti battaglie, nello stesso scenario di guerra, gli Stati Uniti prevalsero pur pagando un alto costo in vite umane. La difesa giapponese fu, come spesso accadeva, fanatica e volta all'estremo sacrificio, incluse cariche "banzai" di tipo suicida, dallo scarso effetto pratico.
In seguito alle precedenti sconfitte, battaglia dell'isola di Biak e Saipan, i giapponesi cambiarono le loro tattiche difensive, lasciando una debole difesa sulle spiagge e concentrando le difese in postazioni fortificate all'interno delle isole. Penose, per entrambi i contendenti, furono le condizioni climatiche e la difficoltà di evacuare e curare efficacemente i feriti; tra le truppe giapponesi non furono infrequenti casi di malnutrizione fino letteralmente a perdite per fame, e anche gli americani ebbero alcune brevi crisi di rifornimenti.

## Antefatto
Durante l'estate del 1944 i successi riportati dagli Stati Uniti nel Pacifico sud-occidentale e centrale avevano fatto portare la guerra sempre più vicino alle coste del Giappone, con i bombardieri statunitensi che a quel punto erano in grado di colpire le città giapponesi. Nell'ambito del comando delle forze USA si vennero a delineare due differenti strategie ideate per provocare il definitivo collasso dell'avversario: la prima strategia, proposta dal generale MacArthur, prevedeva la riconquista delle Filippine subito seguita da sbarchi sull'isola di Formosa e in Cina, che costituissero così una solida base d'appoggio per un eventuale sbarco sul suolo dell'impero del Sol levante. L'ammiraglio Chester Nimitz, comandante in capo della flotta del Pacifico, preferiva piuttosto passare per Okinawa e le isole Ryūkyū e quindi attaccare il Giappone. Entrambe le strategie comunque prevedevano la conquista di Peleliu anche se per differenti ragioni.
Per appianare la disputa tra i due comandanti il presidente Franklin Delano Roosevelt indisse a Honolulu, sotto la sua personale direzione, una conferenza da cui sortì la decisione di adottare la strategia di MacArthur. Questa fu favorita a quella di Nimitz per il fatto che un prolungato possedimento giapponese delle Filippine avrebbe avuto effetti psicologici negativi verso la sua popolazione e avrebbe diminuito il prestigio degli Stati Uniti agli occhi dei suoi alleati. Motivo di preoccupazione per i comandanti statunitensi era il fianco destro del progettato sbarco nelle Filippine dell'ottobre 1944, che sarebbe stato così soggetto a possibili attacchi aerei nipponici provenienti dalle Palau contro le navi da sbarco e le truppe sbarcate a terra.
Per questo motivo le isole di Peleliu e Angaur vennero scelte come luoghi d'importanza strategica che dovevano essere strappati ai giapponesi per permettere il proseguimento della guerra nel Pacifico sud-occidentale. Il piano originario prevedeva l'invasione delle Palau per l'8 settembre 1944, ma, a causa di ritardi provocati dalla campagna nelle Marianne che ne sottraeva importanti risorse, dovette essere rimandato al 15 settembre sotto il nuovo nome di operazione Stalemate II.

## Schieramenti e piani

### Impero giapponese
Le forze nipponiche si stabilirono nelle isole Palau nell'aprile 1944. In dettaglio si trattava della 14ª Divisione fanteria al comando del tenente generale Sadae Inoue, reparti di costruttori militari e civili reclutati dall'isola di Okinawa e dalla Corea e personale dell'Aviazione della marina. Formata nel 1905, la 14ª Divisione era una formazione dotata di notevole esperienza; prima della seconda guerra mondiale prese parte alla guerra russo-giapponese, alla spedizione siberiana e all'incidente di Mukden. Nel periodo che andò dal 1932 al 1944 servì in tre turni d'occupazione in Cina e Manciuria. Poco prima del suo trasferimento, ci fu un mutamento nella sua organizzazione: da divisione di fanteria fu trasformata in una "divisione anfibia"; tuttavia, nonostante questa designazione, la divisione rimase una comune divisione fanteria addestrata e organizzata per il combattimento nelle isole del Pacifico e non come forza d'assalto anfibia.
Della 14ª Divisione facevano parte un gruppo di reggimento fanteria di tipo A (il 2º), due gruppi di reggimento fanteria di tipo B (il 15º e il 59º) e vari reparti di supporto minori. Come guarnigione nell'isola di Peleliu fu distaccato il 2º Reggimento della divisione, al comando del capace colonnello Kunio Nakagawa, responsabile della costruzione delle opere difensive sull'isola. Il 2º, trattandosi di un reparto di tipo A, era un'unità da combattimento pesante e alle sue dipendenze aveva altri due battaglioni fanteria, il 3º del 15º Reggimento e il 346º della 53ª Brigata mista indipendente. Alle dipendenze del 2º Reggimento venne posto pure il distaccamento carri della 14ª Divisione, formato da 12-15 carri leggeri Type 95 Ha-Go con cannone da 37 mm. I lavori per l'approntamento delle difese furono assegnato a due Unità di costruttori, ognuna della forza di un battaglione rinforzato e dipendenti dalla Marina imperiale. Inclusi nella guarnigione, erano presenti anche circa 1400 uomini facenti parte del personale di supporto dell'Aviazione di marina. In totale la difesa di Peleliu era affidata a una forza superiore agli 11000 uomini, di cui almeno 6500 facenti parte dei vari reparti dell'Esercito imperiale.
Nakagawa decise di dividere Peleliu in quattro distretti difensivi: il distretto nord fu occupato dal 346º Battaglione del maggiore Hikino; il distretto sud fu occupato dal 3º Battaglione del 15º Reggimento, del capitano Chiaki; il distretto est fu presidiato dal 3º Battaglione del 2º Reggimento, al comando del capitano Harada; l'ultimo distretto, quello ovest, fu sorvegliato dal 2º Battaglione del 2º fanteria sotto gli ordini del maggiore Timita. Come forza di riserva, il 1º Battaglione del 2º fanteria (capitano Ichioka), la 14ª Unità carri della divisione, le Compagnie genio, rifornimenti e comunicazioni e il 1º Battaglione dell'818º Reggimento artiglieria da campo erano sotto il diretto comando del capitano Sakamoto, vicecomandante del 2º Reggimento fanteria.
Il piano di difesa nipponico attuato a Peleliu aveva ben poco a che fare con quelli già utilizzati senza successo nei precedenti tentativi di vanificare uno sbarco statunitense. La nuova strategia, descritta in un documento intitolato "Addestramento per la vittoria del settore delle Palau", fece sì che le spiagge diventassero soltanto delle zone secondarie difese da scarse postazioni fortificate in modo da ritardarne temporaneamente gli sbarchi. Le vere difese furono disposte in profondità sull'isola, utilizzando a proprio vantaggio i numerosi luoghi naturali presenti. La montagna Umurbrogol era il fulcro del sistema difensivo nipponico; al suo interno furono scavate più di 500 grotte e un labirinto di tunnel dotati di rifornimenti, che i militari giapponesi avrebbero utilizzato come loro principale posizione di combattimento sino alla fine. Motivazione di non concentrarsi sulle spiagge fu inoltre il fatto che il consueto bombardamento pre-sbarco da parte delle navi e degli aerei della US Navy avrebbe provocato gravi perdite tra le forze posizionate sulla costa. Le abituali e dispendiose cariche banzai furono abbandonate a favore di combattimenti coordinati a livello di unità minori che si sarebbero trasformati in battaglie d'attrito nel tentativo di esaurire e fiaccare gli statunitensi sia fisicamente sia psicologicamente.

### Stati Uniti
Per conquistare Peleliu gli stati maggiori statunitensi decisero di ricorrere al III Amphibious Corps del maggior generale Roy Geiger, formato dalla 1st Marine Division e dalla 81st Infantry Division, quest'ultima dell'US Army. Guidata dal maggior generale William Rupertus, la 1st Marine Division (soprannominata The Old Breed, cioè "la vecchia razza") venne creata nel febbraio 1941 nella baia di Guantánamo, a Cuba. Avendo preso già parte alla difesa di Guadalcanal (agosto 1942 - febbraio 1943) e alla battaglia di Capo Gloucester (dicembre 1943 - aprile 1944), i ranghi della divisione erano popolati da parecchi veterani.

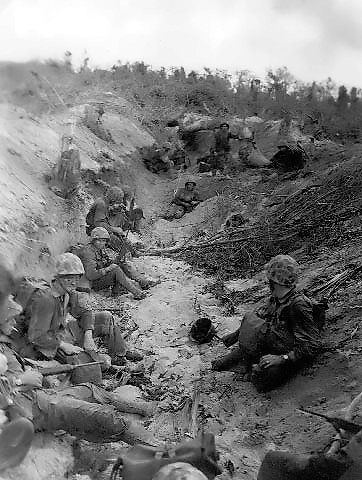
15 settembre: uomini del 5th Marines si riposano subito dopo lo sbarco su Orange Beach 2

Organizzata secondo la struttura adottata nel maggio 1944 mentre si trovava a riposo nelle isole Russell, la 1st Marine Division comprendeva tre reggimenti fanteria (1st, 5th e 7th Marines), uno artiglieria (11th Marines) e vari battaglioni di supporto dipendenti direttamente dal comandante di divisione come genieri, guastatori, carri, sanità e trasporti. Di conseguenza, ogni reggimento fanteria era diviso in una compagnia comando e servizi, una compagnia armi di supporto e tre battaglioni fanteria. Ognuno di questi comprendeva una compagnia comando e tre compagnie fucilieri, queste ultime chiamate secondo l'alfabeto fonetico delle forze armate statunitensi; il primo battaglione racchiudeva le compagnie Able, Baker e Charlie, il secondo le compagnie Easy, Fox e George e il terzo battaglione le compagnie Item, King e Love. Le uniche differenze che si riscontravano nel reggimento artiglieria erano che le compagnie diventavano batterie e che erano presenti quattro battaglioni d'artiglieria, due equipaggiati con obici da 75 mm e gli altri due con obici da 105 mm. Complessivamente i Marines e marinai di supporto che facevano parte della divisione raggiungevano i 17490 individui.
I pianificatori statunitensi decisero di invadere Peleliu, chiamata in codice Earthenware, dalle spiagge ad ovest dell'aeroporto. La scelta cadde su queste spiagge perché esse erano in prossimità dell'aeroporto, obiettivo principale della conquista dell'isola. Prima che questa scelta fosse confermata, altre spiagge furono fatte oggetto d'esame per un possibile sbarco, ma tutte le possibili scelte vennero respinte a causa o dell'imponente difesa nemica o per la presenza di foreste di mangrovie che sarebbero state d'intralcio per l'inevitabile avanzata nell'entroterra. Come molte isole dell'oceano Pacifico, Peleliu presenta una barriera corallina che la circonda nella sua interezza. Questo costrinse i pianificatori ad usare nelle prime ondate gli LVT (Landing Vehicle Tracked, "veicolo cingolato da sbarco") per trasportare gli uomini e per offrire supporto di fuoco alla fanteria durante e dopo lo sbarco. La spiaggia da sbarco fu quindi divisa in cinque settori, denominati, guardando dalla parte degli statunitensi, da destra a sinistra: Orange 3, Orange 2, Orange 1, White 2 ed infine White 1. Per lo sbarco i reggimenti fanteria furono riorganizzati temporaneamente in Combat Teams:

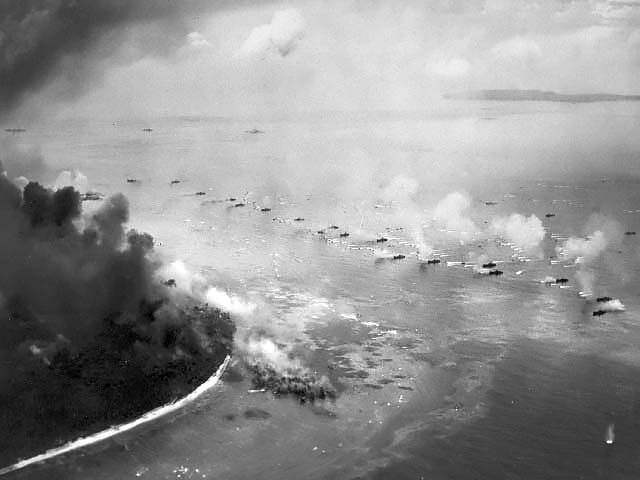
15 settembre 1944: la prima ondata d'assalto degli LVT si dirige a riva mentre le corazzate, gli incrociatori e gli LCI bombardano l'isola di Peleliu

- Il Combat Team 7 (colonnello Lewis B. Puller) sarebbe sbarcato sulla spiaggia Orange 3 e avrebbe percorso l'intero fianco orientale del CT 5 fino a raggiungere la costa e isolare così il nemico nel sud. Dopo di che, avrebbe iniziato operazioni di rastrellamento dei soldati nipponici sopravvissuti durante la sua marcia verso le due punte meridionali dell'isola;[15]
- Il Combat Team 5 (colonnello Harold D. Harris) sarebbe sbarcato sui settori Orange 2 e Orange 1. Una parte si sarebbe ricollegata con il CT 1 a nord e si sarebbe impadronita dell'aeroporto, l'altra avrebbe mosso in direzione della costa tenendo contatto con il CT 7 a sud;[26]
- Il Combat Team 1 (colonnello Herman H. Hanneken), per concludere, avrebbe preso terra su White 2 e White 1. Il suo obiettivo era quello di avanzare sino alla montagna Umurbrogol e di liberarla per poi proseguire lungo la penisola sino a sbarcare sull'isoletta di Ngesebus.[27]

L'ora H era fissata per le 08:30 del 15 settembre 1944. Come forza da bombardamento pre-sbarco, avrebbero fornito supporto le corazzate Pennsylvania, Maryland, Idaho, Tennessee e Mississippi, gli incrociatori pesanti Indianapolis, Louisville, Portland e Minneapolis, gli incrociatori leggeri Cleveland, Denver, Columbia e Honolulu. Il supporto aereo era competenza dell'aviazione imbarcata di tre portaerei, cinque portaerei leggere e undici portaerei di scorta. Si trattava dunque di un'imponente potenza di fuoco per un'isola relativamente piccola.
La divisione dell'US Army invece, la 81st Infantry Division, era guidata dal maggior generale Paul Mueller. Conosciuta come il Wildcat ("gatto selvatico"), la sua fondazione si ebbe nel giugno 1942 in Alabama, da unità regolari della 3rd Infantry Division. Dopo aver intrapreso lunghi periodi di addestramento alla guerra del deserto, anfibia e da giungla, i combattimenti di Angaur e Peleliu sarebbero stati il suo battesimo del fuoco. Formata dai Regimental Combat Teams 321st, 322nd e 323rd, aveva la funzione di assaltare Ulithi ed Angaur, e successivamente quella di fungere da riserva per la divisione Marines.
L'8 agosto l'isola fu investita dai bombardamenti notturni preparatori condotti dai bombardieri B-24 della Fifth Air Force, che continuarono fino alla notte del 14 settembre, riversando oltre 900 t di bombe sull'isola. Dal 25 agosto iniziarono le missioni diurne per la distruzione delle difese e delle forze aeree presenti sull'isola, che riversarono altre 800 t di bombe.

## Lo sbarco
(Maggior generale Rupertus)

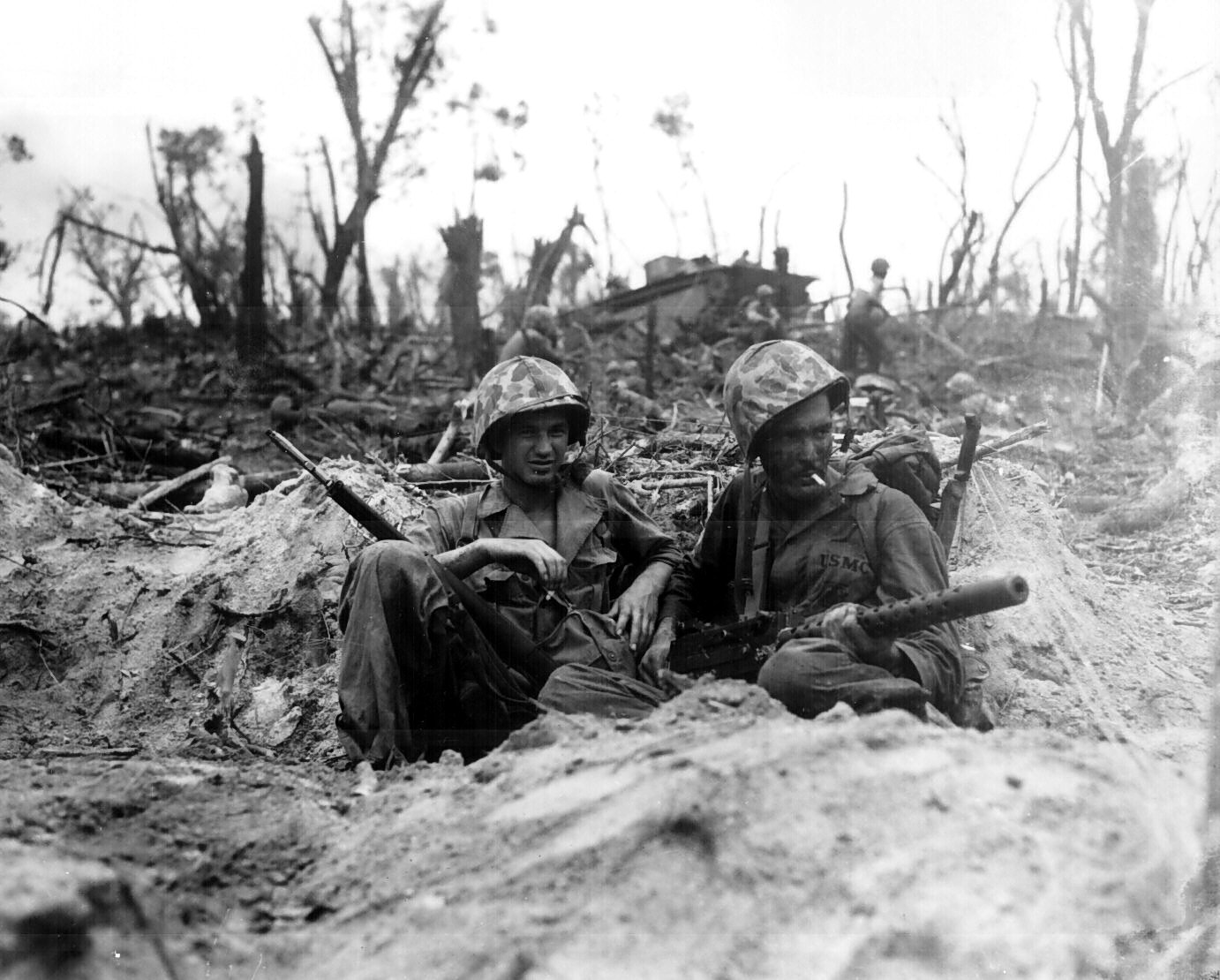
Settembre 1944: il Pfc Douglas Lightheart, a destra che tiene la sua calibro .30, e il suo compagno parigrado Gerald Churchby si prendono il tempo per una sigaretta durante un'operazione di rastrellamento su Peleliu

Il 4 settembre i trasporti LST che trasportavano la 1st Marine Division salparono dalle isole Russell. Il 12 settembre l'Escort Carrier Group ed il Fire Support Group iniziarono a rovesciare su Peleliu un immenso quantitativo di bombe e proiettili allo scopo di "ammorbidire" le difese giapponesi. Il giorno dopo, l'ammiraglio William Halsey, comandante della Third Fleet, espresse la sua contrarietà all'operazione in corso e ne richiese la cancellazione, che malgrado ciò fu respinta in quanto la flotta da sbarco oramai aveva pressoché completato la sua traversata alla volta di Peleliu. Nei giorni precedenti al D-Day, reparti dellUDT'' della Marina fornirono importanti informazioni circa le condizioni delle spiagge da sbarco e delle sue difese. Nel giorno convenuto, il 15 settembre, le Landing Ship Tanks iniziarono a sbarcare gli amtrac e amtank sotto la copertura dei cannoni, degli aerei imbarcati e delle LCI(G) della Marina che ora bombardavano direttamente la spiaggia da sbarco.

### D-Day: 15 settembre
La prima ondata statunitense, formata da carri anfibi LVT(A)-1 e LVT(A)-4, sbarcò sui cinque settori di sbarco alle 0830. Il loro lavoro era quello di coprire lo sbarco e la conseguente avanzata della seconda ondata composta da reparti di fanteria che di lì a poco sarebbe giunta a bordo degli amtrac.
Pochi minuti più tardi, il 2nd Battalion, 1st Marines (abbreviato in 2/1, pronunciato in "due-uno") sbarcò nel settore White 2 come previsto. Rapidamente gli uomini e i carri anfibi si spinsero verso l'interno, incontrando un'opposizione giapponese contenuta che tuttavia provocò perdite, e, alle 0930, raggiunse il limitare occidentale dell'aeroporto, suo obiettivo per la giornata, a circa 320 metri dal punto di sbarco. Qui i Marines si trincerarono, prendendo contatto con il 5th Marines alla loro destra ma nell'impossibilità di avanzare ulteriormente a causa del 3/1 alla loro sinistra che stava incontrando seri problemi nello sbarco. Alle 0945 anche il terzo battaglione del reggimento, il 1/1, sbarcò in funzione di riserva reggimentale su White 2.

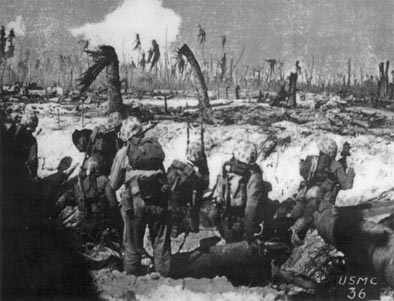
Settembre/ottobre 1944: Marines durante i combattimenti su Peleliu. Nel corso del bombardamento preliminare la vegetazione dell'isola venne quasi completamente distrutta

Alla sinistra del 2/1, su White 1, il battaglione 3/1 veniva a trovarsi in una situazione estremamente rischiosa. Dal momento del suo sbarco l'intero settore fu investito da un micidiale fuoco di armi leggere, artiglieria e mortai giapponesi in posizioni fortificate che causarono ingenti perdite in uomini e mezzi. Non appena i primi elementi di testa tentarono di avanzare verso l'interno, a circa 90 metri dalla spiaggia si ritrovarono bloccati da una cresta di corallo alta approssimativamente nove metri, con la facciata ripida e ricoperta di cave e trinceramenti che non era segnata sulle mappe fornite agli uomini, che presto la ribattezzarono in "The Point". Tutti gli attacchi che i Marines sferrarono contro "The Point", anche col supporto degli M4A2 Sherman della Able Company, 1st Tank Battalion risultarono futili e molti uomini finirono per rimanere inchiodati dal fuoco nemico per intere ore. Nel frattempo una compagnia della riserva di reggimento, la Able Company del 1st Battalion, 1st Marines (abbreviata in A/1/1, pronunciata in "a-uno-uno"), seguita nel tardo pomeriggio dalla B/1/1, fu inviata a dar manforte al 3/1, che ora si trovava nell'obbligo di tappare le falle formatesi tra la spiaggia e "The Point" e tra questa cresta ed il fianco sinistro del 2/1. Anche questi ulteriori tentativi fallirono nuovamente. In una tale situazione disperata, con le spiagge colme di materiali e rifornimenti e la minaccia di un possibile attacco nipponico attraverso le falle non chiuse, il comando statunitense organizzò una forza composta da un centinaio di uomini del quartier generale e del 1st Engineer Battalion che temporaneamente tapparono le falle.
Era ben chiaro ormai che eliminare "The Point" attraverso attacchi frontali non fosse un'idea valida. Quindi si decise di condurre un attacco sul fianco della cresta allo scopo di neutralizzarla definitivamente. Parte della King Company del 3rd Battalion, 1st Marines del capitano George P. Hunt venne incaricata di condurre l'assalto; nelle due ore successive la compagnia eliminò la fanteria ed i fortini giapponesi sulla cresta, la quale fu definitivamente resa inoffensiva poco dopo le 10:15, quando l'ultima casamatta fu fatta saltare. I resti della K/3/1 rimasero a difendere la posizione per 30 ore, venendo in continuazione attaccati dai giapponesi; dei 235 Marines che in origine componevano l'unità, solo 78 rimasero illesi.
Sui settori centrali, il 5th Marines se la cavò meglio, grazie anche al fatto che il fuoco nipponico era meno concentrato che sui fianchi della zona d'invasione. I due battaglioni sbarcati, il 1/5 su Orange 1 ed il 3/5 su Orange 2, si mossero subito verso l'interno, caratterizzato da un terreno più adatto alla manovra che nel settore del 1st Marines. Il battaglione 1/5 raggiunse rapidamente il suo obiettivo per il D-Day, all'estremità occidentale del campo d'aviazione, e quindi si collegò con il 2/1 alla sua sinistra. Il 3/5 trovò più difficoltà del suo battaglione gemello. Parte dell'unità riuscì a raggiungere gli obiettivi prestabiliti, mentre l'altra aliquota entrò in confusione quando elementi del 7th Marines (che contemporaneamente stava sbarcando alla sua destra) presero terra nella sua area, causando ritardamenti nelle operazioni in corso. In seguito su Orange 2 sbarcò anche la riserva di reggimento, il 2nd Battalion, 5th Marines che entro la fine della giornata si posizionò nella zona meridionale dell'aeroporto, tra il 1/5 sul suo fianco sinistro, poco oltre la spiaggia, ed il 3/5 alla sua destra che aveva raggiunto la costa orientale di Peleliu, riuscendo in tal modo ad isolare le forze nipponiche sul sud dell'isola.
Sulla destra, il piano di sbarco per il 7th Marines prevedeva lo sbarco di due battaglioni su Orange 3 in colonna, con l'ultimo battaglione in funzione di riserva galleggiante divisionale. Il battaglione 3/7, quello di testa, incappò in vasti ostacoli sia naturali che artificiali che costrinsero molti amtrac ad incolonnarsi per poter procedere. Come risultato, l'artiglieria e le mitragliatrici giapponesi, situate sul promontorio sud-ovest e nell'interno, poterono concentrare in modo migliore il fuoco sui mezzi che avanzavano, causando il panico tra molti piloti che decisero di sbarcare più ad oriente del punto prestabilito, incappando sul 3/5 e provocando i problemi precedentemente citati.

## Note

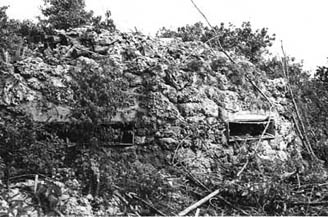
Fortificazioni nipponiche sull'isola. I bombardamenti navali e aerei provocarono ben pochi danni a queste costruzioni, che furono la causa di un alto numero di perdite statunitensi a Peleliu